# 石塚克彦
石塚 克彦（いしづか かつひこ、1937年8月4日 - 2015年10月27日）は、日本の舞台演出家。本名同じ。画号は「烏山(うざん)」。武蔵野美術学校洋画科卒。日本劇作家協会会員。

## 来歴
古美術研究で奈良に遊学後、平城京発掘に参加。シナリオライター山形雄策に師事。劇団新制作座、統一劇場を経て、1983年、劇団ふるさときゃらばんを創立。脚本・演出・美術プランナーとして、第1作ミュージカル『親父と嫁さん』を上演、文化庁芸術祭賞を受賞。1987年、第3回日本舞台芸術家組合賞を受賞。
1991年、日米合作ミュージカルのメインライターとして「LABOR OF LOVE」を上演、日米両国ツアー、バルセロナオリンピック芸術祭に招聴される。文化放送との共催でミュージカル体験塾・演出。1994年、第1回全国棚田(千枚田)サミット、1999年-2006年、東京・日本橋三越での棚田展他をプロデュース。1999年、棚田学会を設立。棚田学会副会長。全国棚田(千枚田) 連絡協議会理事。2000年、東京芸術劇場ミュージカル月間にて最優秀賞を受賞。2003年、映画「走れ！ケッタマシン～ウェディング狂想曲～」で 初監督。
2015年10月27日、心不全で死去した。

## 主な作・演出作品
（　）は公演期間

### 統一劇場時代
- オモチャの青春（1972年 - ）
- お母さん
- ふるさと山田洋次監督作品同胞 (映画)出演（1975年）
- 兄んちゃん

### カントリーミュージカル
- 親父と嫁さん（1983年 - 1986年） - 1985年度文化庁芸術祭賞受賞
- 兄んちゃん（1985年 - 1987年） - 1987年度文化庁芸術祭参加作品
- ザ・結婚（1986年 - 1988年）
- ムラは3・3・7拍子（1988年 - 1992年） - 初の47都道府県公演を達成
- 男のロマン女のフマン（1993年 - 1995年）
- パパは家族の用心棒（1996年 - 1998年） - 1997年第4回水産ジャーナリストの会年度賞受賞
- 噂のファミリー 1億円の花婿（1999年 - 2001年） - 2000年第2回東京芸術劇場ミュージカル月間公演優秀賞
- トランクロードのかぐや姫（2010年 - ）

### サラリーマンミュージカル
- ユーAh!マイSUN社員（1990年） - 1990年度文化庁芸術祭参加
- サラリーマンの金メダル（1992年 - 1993年） - 1992年度文化庁芸術祭参加
- 裸になったサラリーマン（1996年） - 1996年第4回スポニチ文化芸術大賞グランプリ受賞
- Oh!マイSUN社員（1997年 - 1998年） - 初の特設劇場FURUCARAシアター公演
- パパの明日はわからない（2002年 - 2005年） - 2002年第14回池袋演劇祭大賞受賞

### おとなとこどものファンタジーミュージカル
- クマゴンの森（1993年 - 2000年）
- 瓶ヶ森の河童（1999年 - 2002年）
- 天狗のかくれ里（2003年 - 2006年）
- 雲たか山の鬼（2008年 - 2010年）

### パブリックミュージカル
- リバーヘッド（2001年 - 2005年）
- あしたくる風（2003年 - 2007年）
- みちぶしん（2005年 - 2008年）
- カントリーチャレンジャー（2005年）
- ホープ・ランド（2008年 - 2010年）

### スペクタクルイベント
- LABOR OF LOVE（1991年 - 1992年） - 日本のミュージカル史上初の日米合作＆ツアー作品、バルセロナオリンピック芸術祭参加作品
- 川と人と橋のものがたり（1989年 - 1996年） - 1989年第6回日本イベント大賞最優秀企画賞受賞
- 朝日村ファンタジー（1993年） - 信州博覧会イベント、上條恒彦との共演
- ミュージカルとJAPAN食のイベント（1997年）
- 駆けろ!架けろ!YATTOSEY!（1997年 - 98年） - 神戸-鳴門ルート全通記念事業
- リバー・ピープル〜川とたたかう人々（2000年） - 白根市制40周年記念事業、大河津分水路通水80周年・関屋分水路通水30周年記念イベント
- 20世紀から21世紀へ HOP STEP NAGOYA（2000年） - 年越しカウントダウンミュージカル
- ホクトウの森（2001年、2003年） - 2001年うつくしま未来博ジャパンエキスポ大賞優秀賞受賞
- みちぶしん（2003年 - ）
- われら地球族!（2005年） - 愛・地球博ウェルカム特別公演
- どんどんどんどん（2005年） - 愛・地球博モリゾー・キッコロメッセ出展プログラム
- 世界はまるい（2005年）